# メハカフツ
メハカフツ（蘭: MegaCharts）はオランダの公式音楽チャートの集計と発表を行っている。最も有名なチャートは、シングル・チャートの「Mega Top 50」と、アルバム・チャートの「Album Top 100」である。メハカフツは GfK のベネルクス・マーケティング・サービスの一部門でもある。

## チャート
シングル & トラック
- Mega Top 50
- Single Top 100
- Single Tip – Single Top 100に載る可能性があると考えられる30のシングルのリスト
- Mega Dance Top 30
- Mega Airplay Top 50[1]

アルバム
- Mega Album Top 100
- Mega Compilation Top 30 (Mega Verzamelalbum Top 30)
- Backcatalogue Top 50
- Scherpe Rand van Platenland -- Chart of non-mainstream songs

DVD / その他
- Music DVD Top 30
- Film DVD Top 30
- Game Top 10